# Mårsø
Mårsø is een plaats in de Deense regio Seeland, gemeente Holbæk, en telt 296 inwoners (2008).